# دايفيد ريتشاردز (سائق رالي)
دايفيد ريتشاردز (بالإنجليزية: David Richards)‏ (و. 1952  م) هو سائق رالي، وشخصية أعمال بريطاني، ولد في ويلز.

## جوائز
حصل على جوائز منها:

نيشان الامبراطورية البريطانية من رتبة قائد